# 316 (číslo)
Tři sta šestnáct je přirozené číslo, které následuje po čísle tři sta patnáct a předchází číslu tři sta sedmnáct. Římskými číslicemi se zapisuje CCCXVI a řeckými číslicemi τιϛ.

## Matematika
316 je:
- Deficientní číslo
- Nešťastné číslo

## Astronomie
- (316) Goberta je planetka hlavního pásu, kterou objevil v roce 1891 Auguste Charlois

## Doprava
- Silnice II/316 je česká silnice II. třídy vedoucí na trase Běstovice – Kostelec nad Orlicí[1][2]

## Roky
- 316
- 316 př. n. l.